# Звичайна справа (фільм, 1940)
«Звичайна справа» — радянський художній фільм 1940 року, знятий режисером Загідом Сабітовим на Ташкентській кіностудії.

## Сюжет
В кінці 1930-х років в один із санаторіїв Узбекистану приїжджає журналіст Юлдашев. Він хоче писати статтю про героя-воїна. Але всі, з ким він розмовляє, відсилають його до іншого, більш гідного. Записавши нарешті розповідь про подвиг бійця Рашидова, автор називає статтю «Звичайна справа».

## У ролях
- Саїб Ходжаєв — Юлдашев, журналіст
- Хайла Ганієва — Шахадат
- Рахім Пірмухамедов — колгоспник, герой труда
- Б. Виноградов — капітан Савченко
- І. Ісматов — капітан Рахманов
- Тургун Західов — боєць Рашидов
- А. Андріанов — полковник Степанов

## Знімальна група
- Режисер — Загід Сабітов
- Сценарист — Борис Ласкін
- Оператор — Олександр Зільберник
- Композитор — Георгій Свиридов
- Художник — Варшам Єремян